# Forges Mondière
Vous lisez un « bon article » labellisé en 2021.
Les forges Mondière sont une ancienne usine spécialisée dans le forgeage par estampage des lames de couteaux, située dans la vallée des Usines à Thiers, dans le département français du Puy-de-Dôme en région Auvergne-Rhône-Alpes.
Après avoir été au XVe siècle un rouet puis une papeterie et une scierie, le bâtiment accueille une société de coutellerie prenant place également dans l'usine du May toute proche et dans des ateliers annexes. Subissant de plein fouet la concurrence asiatique et le déménagement successif des entreprises de la vallée vers la plaine près des sorties d'autoroute, l'usine ferme définitivement du jour au lendemain en 1984 figeant le temps dans ses ateliers intérieurs avec elle. Cet arrêt brutal a lieu quelques années après la fermeture de l'usine du Creux de l'enfer située à proximité. Le site est racheté par la mairie de Thiers la même année dans l'optique de le réhabiliter afin d'agrandir le musée de la coutellerie, mais le projet est finalement abandonné au profit notamment de l'usine du May et de la vallée des Rouets.
Placée au cœur de la vallée des Usines, à un endroit où les gorges de la Durolle sont les plus étroites, l'usine est l'objet de plusieurs projets de réhabilitations dont plusieurs usines ont déjà fait l'objet comme celle du Creux de l'enfer en centre d'art contemporain ou celle du May en centre d'expositions temporaires et de conférences.
L'usine est inscrite au titre des monuments historiques depuis 2002, en même temps que l'usine du May.

## Localisation
L'édifice est situé dans le département français du Puy-de-Dôme, en région Auvergne-Rhône-Alpes, sur la commune de Thiers. Placé au cœur de la vallée des Usines, il est construit dans le lit mineur de la Durolle,. En outre, l'usine jouxte une ancienne annexe des forges Delaire en amont de la rivière et l'usine du May en aval,,.

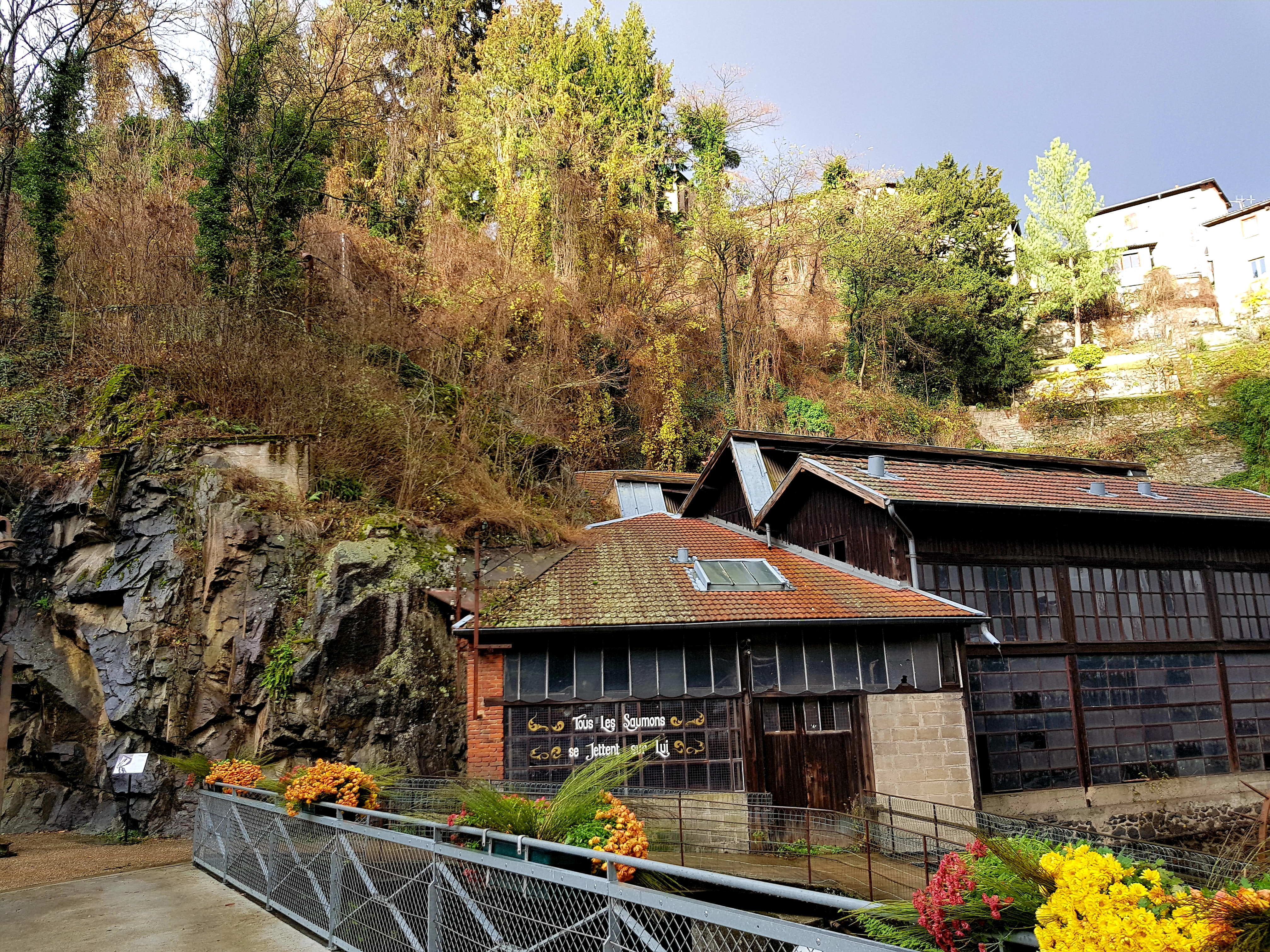
Entrée principale de l'usine, prise depuis la passerelle de l'usine du May.
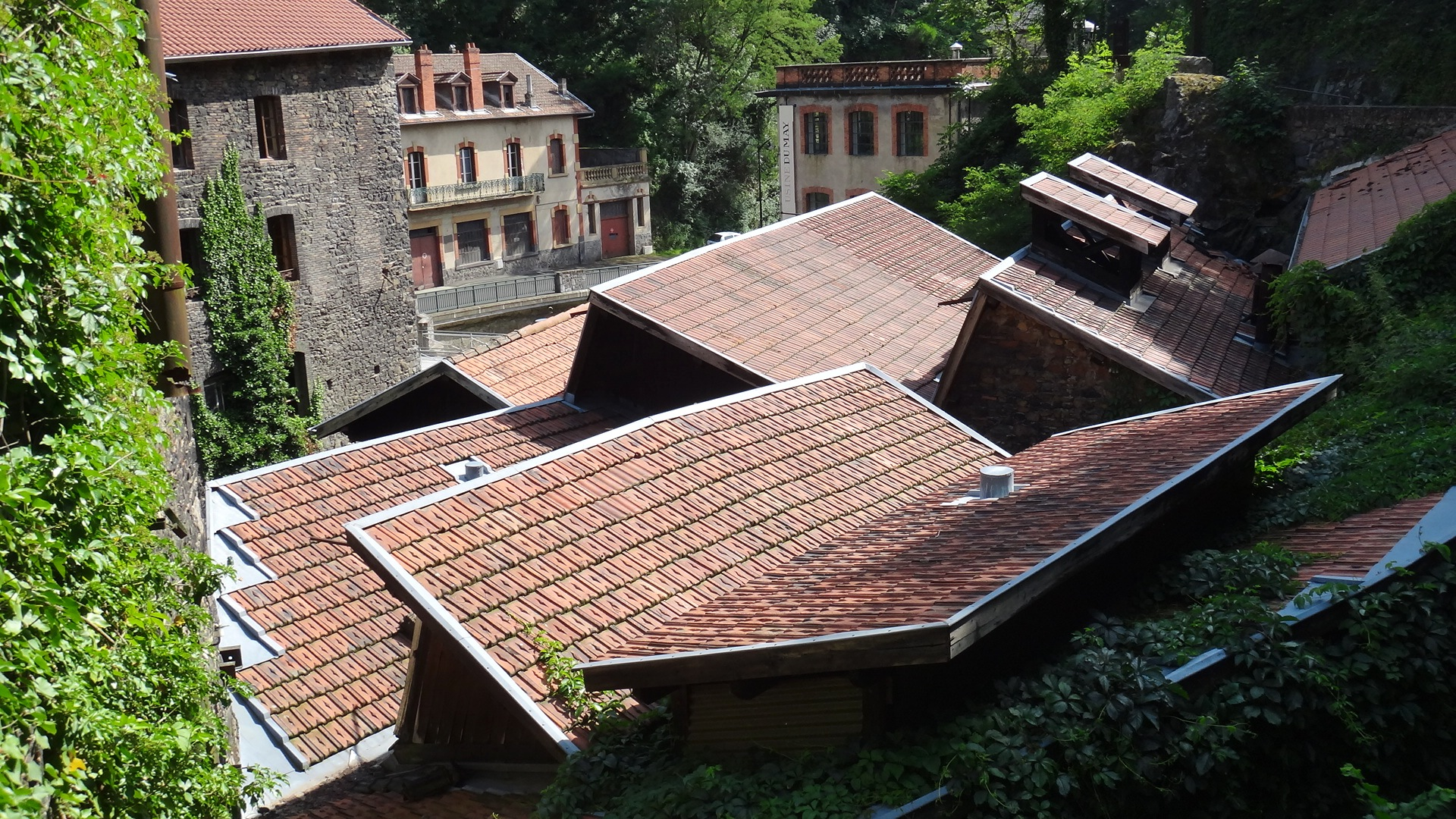
Le toit de l'usine pris depuis un chemin de randonnée. L'usine du May est en arrière plan à droite.

## Plan général
| Plan général du « cœur » de la vallée des Usines | Plan général du « cœur » de la vallée des Usines | Plan général du « cœur » de la vallée des Usines | Plan d'une partie de la vallée des Usines. |
| Anciens ateliers/usines                          | Autre                                            |                                                  | Plan d'une partie de la vallée des Usines. |
| 1 : usine d'Entraygues                           | A : jardins dessous Saint-Jean                   |                                                  | Plan d'une partie de la vallée des Usines. |
| 2 : usine du Creux de l'enfer                    | B : la Durolle                                   |                                                  | Plan d'une partie de la vallée des Usines. |
| 3 : usine du May                                 | C : avenue Joseph-Claussat                       |                                                  | Plan d'une partie de la vallée des Usines. |
| 4 : forges Mondière                              | D : passerelle d'accès au Creux de l'enfer       |                                                  | Plan d'une partie de la vallée des Usines. |
| 5 : anciens ateliers de coutellerie              |                                                  |                                                  | Plan d'une partie de la vallée des Usines. |

## Histoire

### Origines de la coutellerie dans la vallée
La force hydraulique de la Durolle est utilisée à Thiers dès le Moyen Âge pour mouvoir les moulins à farine, les foulons des tanneurs, les maillets des papetiers, et avec le développement de la coutellerie, les martinets des fondeurs et les meules des émouleurs. Dès le XVe siècle, un quart de la population thiernoise exerce le métier de coutelier. Les objets produits dans la vallée sont exportés dans plusieurs pays au XVIIe siècle : en Espagne, en Italie, en Allemagne, en Turquie et « aux Indes »,.

### Origines de l'usine

#### Premier rouet

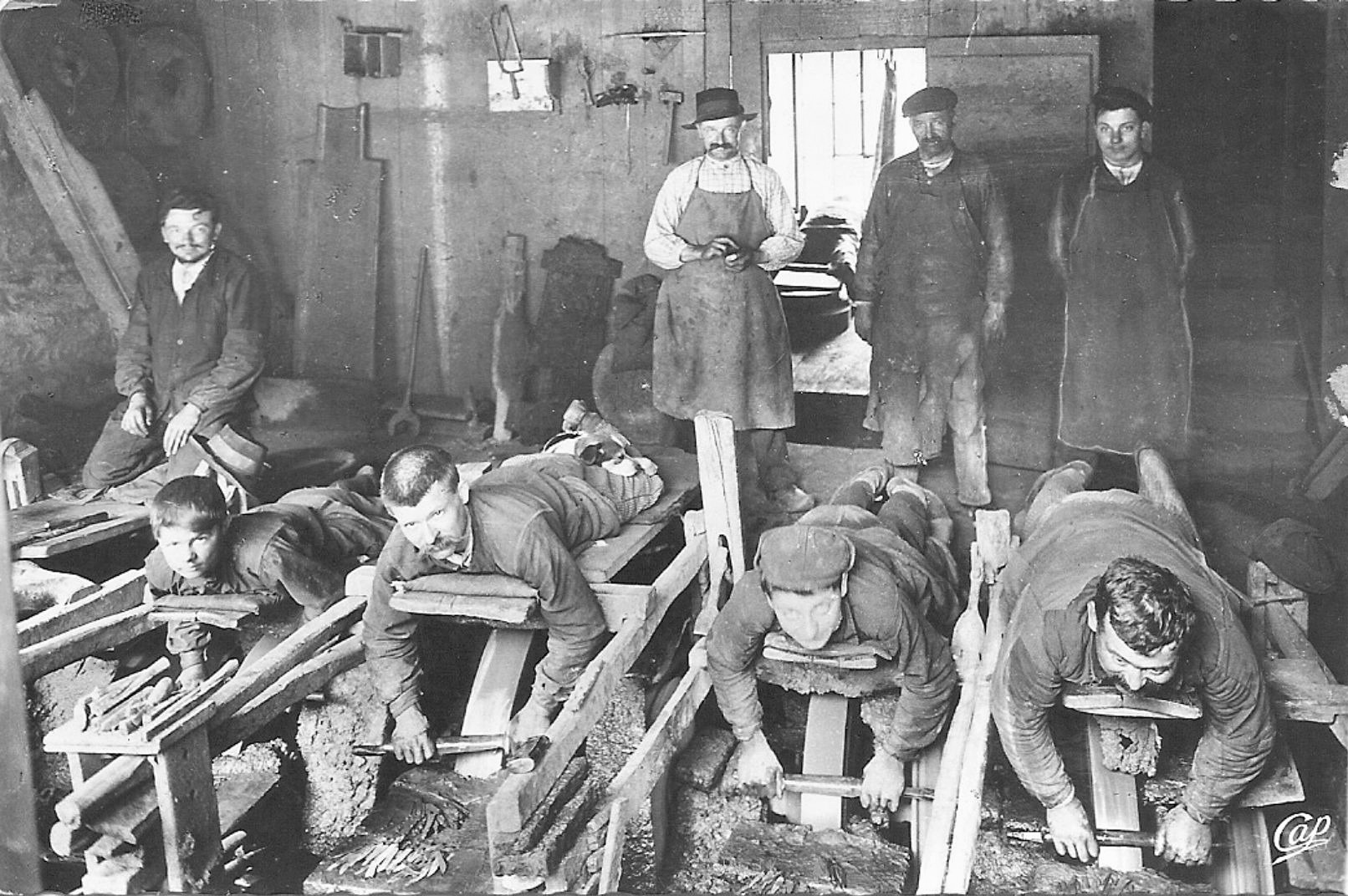
Des émouleurs de Thiers au début du XXe siècle.

D'après les travaux de Grégoire de Tours, le martyr Saint Genès est décapité sur un rocher dans la vallée de la Durolle, nommé le « rocher de l'enfer »,. Une première fabrique venue s'installer à son pied est recensée. Il s'agit alors d'un rouet à émoudre qui est déjà en place en 1476. Ce rouet, qui devient plus tard l'usine du May est accompagné par la construction d'un autre rouet sur l'emplacement de l'actuelle usine des forges Mondière,.

#### Papeterie
L'usine devient une papeterie à la fin du XVIe siècle et c'est au XVIIIe siècle qu'elle connaît son apogée. Les statistiques industrielles établies au XIXe siècle par la mairie de Thiers permettent d'avoir une idée assez complète de la papeterie à cette époque. Une vingtaine d'établissements sur la commune emploient au total environ 800 ouvriers. Les productions de l'usine des Forges Mondière sont essentiellement des papiers pour l'écriture, principalement à destination des bureaux des différents ministères de l'époque.
Limitée par l'étroitesse des gorges de la Durolle, l'usine est alors de petite taille et doit fréquemment s'associer avec d'autres papeteries de la vallée pour répondre aux commandes les plus importantes. Par ce biais, les papetiers thiernois sont des fournisseurs privilégiés de l'État, qui exige alors que certains papiers soient fabriqués à la cuve, c'est-à-dire presque entièrement à la main. Cette condition — qui fait pendant un temps la fortune des papetiers thiernois — devient un frein à la modernisation de leur activité. De plus, la taille relativement faible des usines et le rendement limité des roues à aubes empêchent l'installation de machines. Thiers perd rapidement son efficacité dans le domaine concurrentiel et l'entièreté de ses marchés. La papeterie à l'emplacement des forges Mondière ferme définitivement ses portes au milieu du XIXe siècle,.

#### Scierie puis coutellerie
À la suite de la fermeture de la papeterie dans les années 1880, une coutellerie s'installe à nouveau dans les locaux avant d'être rapidement rejointe par une scierie — les murs à pan de bois en sont un vestige. En 1901, l'usine devient entièrement une forge où sont produits des couteaux. La spécialité de l'usine est le forgeage des lames par estampage. Le processus de fabrication de couteaux se déroule en trois phases : les barres d'acier sont tronçonnées grâce à des presses à estamper mécaniques, les crampons obtenus sont écrasés à chaud entre deux matrices équipant un marteau-pilon, enfin la lame obtenue est marquée avec un poinçon sur une presse. Chaque opération nécessite une grande précision, tant de la part de l'outillage monté sur les machines que des ouvriers.
Se souciant de la qualité de ses productions, l'usine des forges Mondière acquiert rapidement une réputation dépassant l'Auvergne puisqu'elle avait alors des clients de renommée tels que Christofle, Colliot ou Caput,.

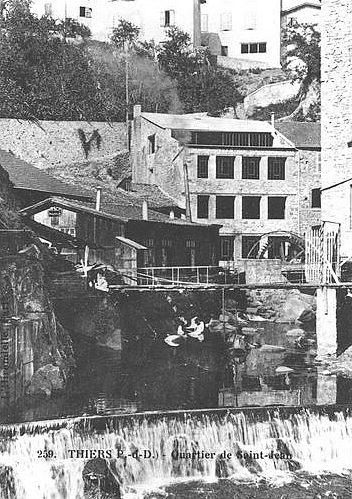
L'usine des forges Mondière à la fin du XIXe siècle.
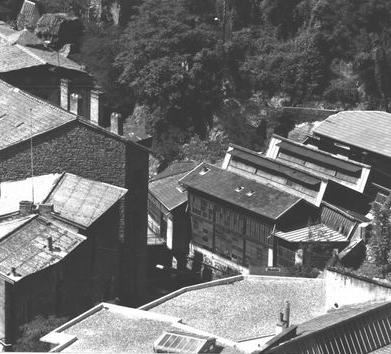
L'usine au début du XXe siècle.
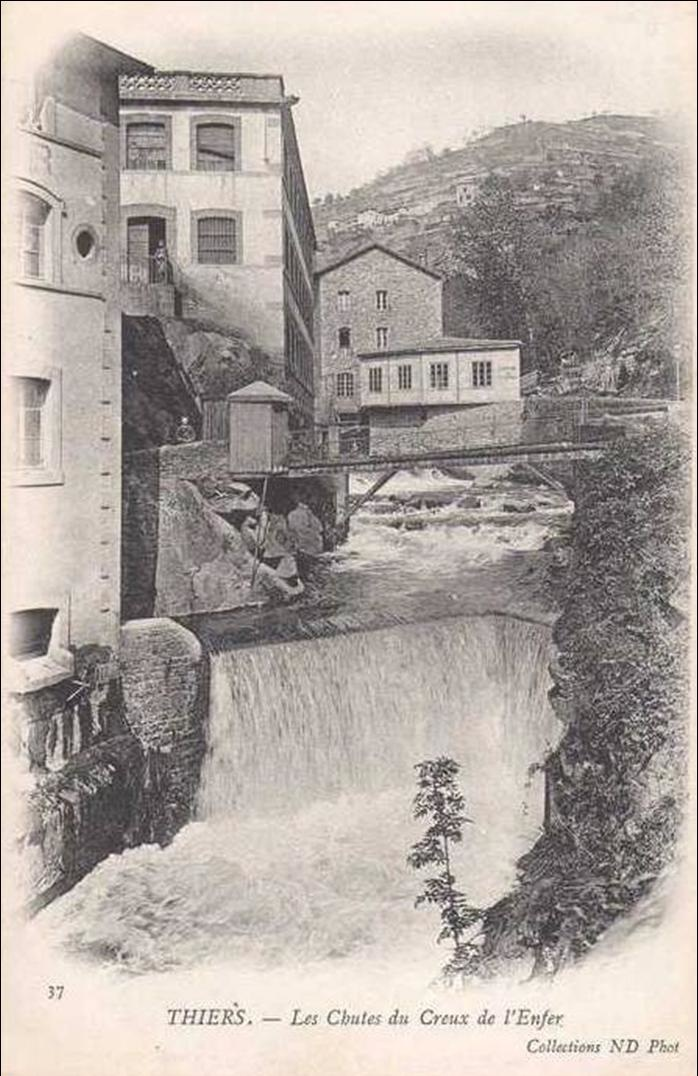
La cascade du Creux de l'enfer et une partie des annexes des forges Mondière en deuxième plan au tout début du XXe siècle.

### Nom de l'usine
Le nom de l'usine prend son origine dans le nom de famille d'un des anciens propriétaires qui était alors le directeur de l'usine. Celui-ci fait construire juste à côté de l'usine une annexe en 1914 où sont ajoutés son logement de fonction et les bureaux de l'usine,.

### Fermeture définitive

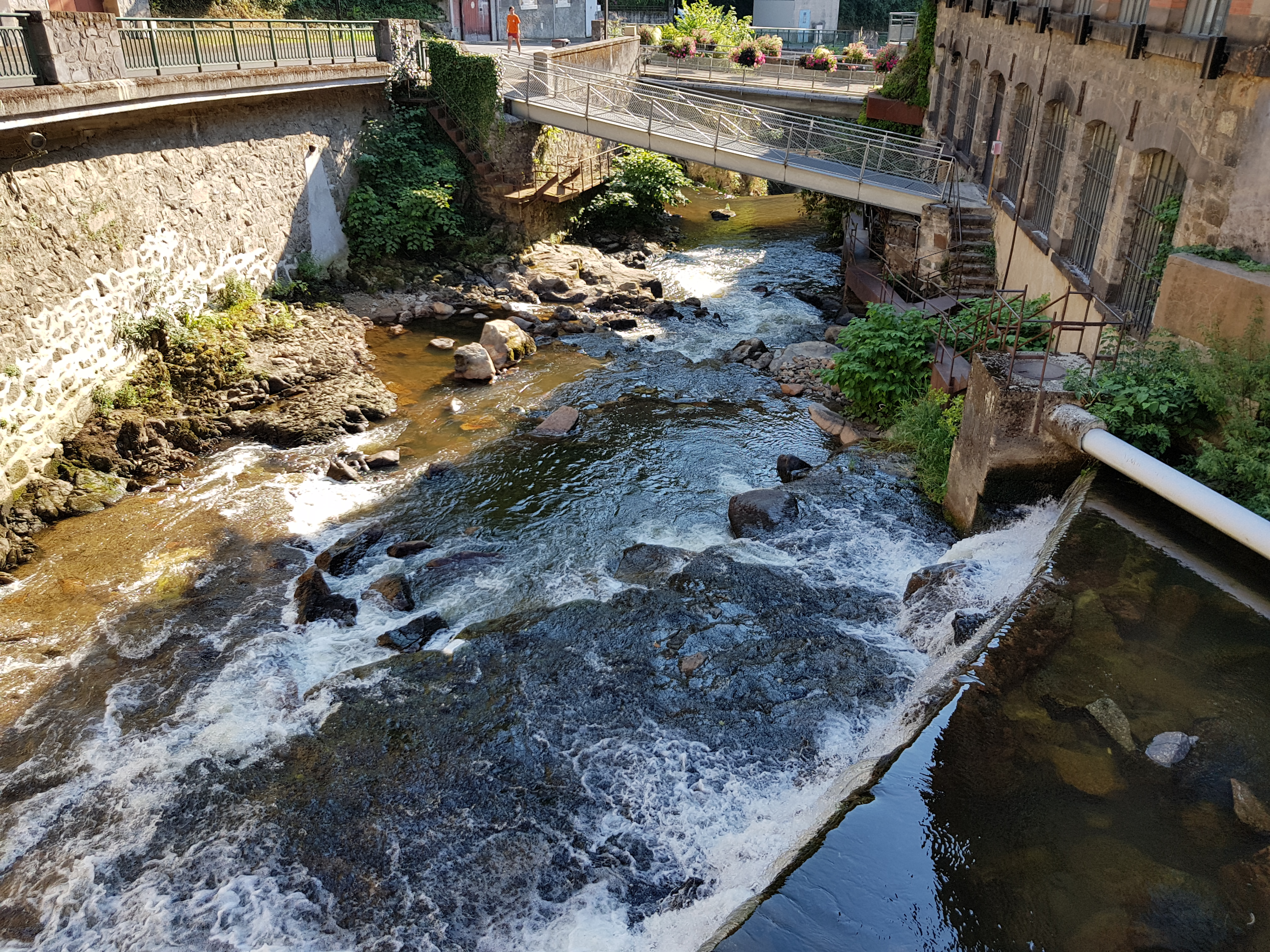
La Durolle photographiée en été alors que son débit est faible, devant l'usine du May.

#### Problèmes liés aux débits de la Durolle
Contrairement à l'usine du Creux de l'enfer qui ferme définitivement en 1956, les forges Mondière ferment leurs portes à la fin du XXe siècle, en 1984. En effet, les problèmes concernant les eaux de la Durolle sont de plus en plus nombreux au début du XXe siècle. En premier lieu, le débit de la rivière en été reste très bas et très irrégulier, provoquant un chômage relatif. Les usines utilisant la force motrice de la rivière ne peuvent travailler sans un débit d'eau suffisant. En hiver, le phénomène s'inverse, la Durolle d'hiver devient un torrent en crue avec une force considérable. La ville de Thiers est l'une des villes les plus vulnérables du département du Puy-de-Dôme face aux crues et la vallée des Usines est le quartier de la ville le plus touché lors de ces événements,.

#### Utilisation de l'électricité
Pour ne plus dépendre des caprices de la Durolle, les usines utilisent la force motrice électrique dès 1903. La Durolle permet d'obtenir une puissance d'environ 1 000 chevaux par jour en moyenne en 1920 contre 1 500 chevaux pour l'énergie d'origine électrique. Ainsi, l'usine du May passe par l'électrification et l'indépendance de l'usine face à la Durolle lui permet de devenir une « usine complète ».

#### Fermeture brutale
À partir de la deuxième moitié du XXe siècle, l'usine et ses ateliers se modernisent encore une fois et, désormais, la Durolle n'est plus utilisée comme source d'énergie, l'électricité l'ayant remplacée. Lors de la fermeture de l'entreprise, les employés sont prévenus la veille. Le lendemain, ils ont juste le temps d'aller chercher leurs affaires avant de quitter pour la dernière fois l'usine. Lorsque cette dernière ferme, elle devient inutile laissant le bâtiment, qui à l'époque occupe une surface d'un peu plus de 700 m2.

### Symposium national de sculpture monumentale métallique
En 1985, un symposium national de sculpture monumentale métallique est organisé par la Ville de Thiers. Il permet à plusieurs artistes régionaux et internationaux de collaborer avec des artisans locaux autour de la réalisation de leurs œuvres. George Trakas, artiste canadien, fait découvrir l'histoire de la vallée des Usines dans ses œuvres et met en place le « pont-épée » et un ensemble de passerelles, qui surplombent toujours la cascade et le torrent de la Durolle,.

### État actuel

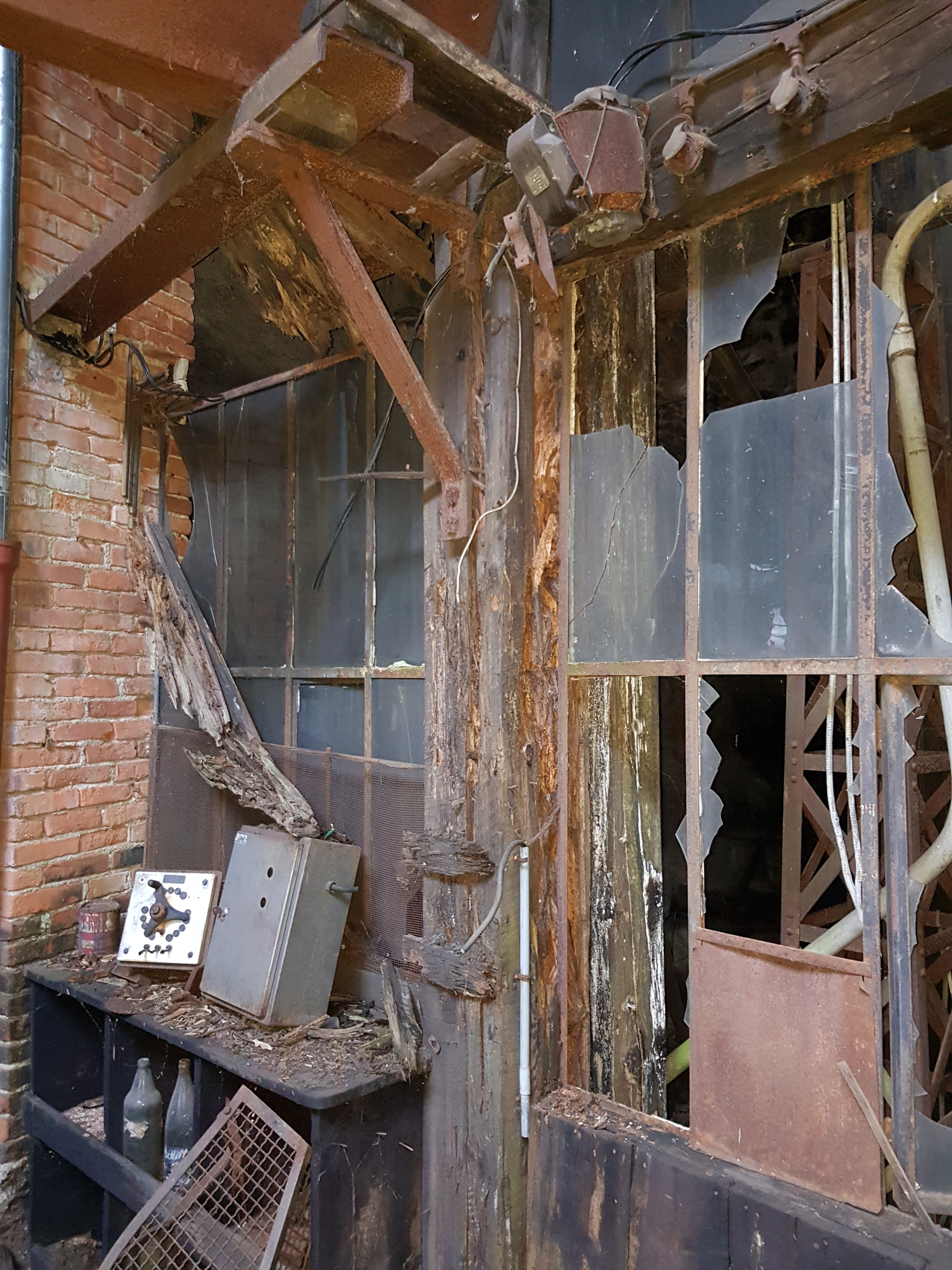
Pilier en bois fortement dégradé à l'intérieur de la bâtisse.

Dès la fermeture de l'usine, en 1984, la mairie de Thiers achète le site avec l'idée de continuer de mettre en valeur l'histoire de la vallée des Usines. En effet, la municipalité de l'époque — alors présidée par Maurice Adevah-Pœuf — pense que la vallée des Usines possède un fort potentiel touristique et culturel. Plusieurs idées de réhabilitation et de mise en valeur sont alors proposées mais aucune est mise en place. Alors que l'usine du Creux de l'enfer et l'Usine du May, toutes deux situées plus en aval par rapport à la Durolle, sont réhabilitées : la première accueille un centre d'art contemporain dès 1988 et la deuxième devient un espace culturel destiné à accueillir des expositions culturelles, les forges Mondière ne sont pas ouvertes au public,.
En 2002, l'usine est inscrite au titre des monuments historiques. Les forges en totalité y compris les aménagements intérieurs avec les machines de fabrication et les turbines hydrauliques sont ainsi inscrits par arrêté du 14 juin 2002.
En fin d'année 2018, une partie du toit de l'annexe à l'usine qui abritait les bureaux et le logement du directeur s'effondre. La ville de Thiers, après plusieurs mois de travail pour la mettre « hors d'eau », s'engage dans une destruction totale de la toiture en prévision de son remplacement. Le coût total des travaux s'élève à 30 000 euros.
En décembre 2020, la structure des forges Mondière est en situation de péril imminent. Des charpentes sont fortement dégradées par endroits. La municipalité fait alors sécuriser la bâtisse à l'aide d'étais en attendant des travaux futurs.

## Projets de mise en valeur touristique
Dès 1984, la ville de Thiers lance des études afin de réhabiliter les forges Mondière et d'en faire une antenne du musée de la coutellerie orienté plus particulièrement sur l'industrie du XXe siècle.

### Contexte historique
À l'aube du XXIe siècle, l'économie thiernoise orientée vers une mono-industrie coutelière connaît de profondes mutations. D'abord économiques, caractérisées par une reconversion et une diversification des activités à partir des activités traditionnelles telles que la mécanique, la forge ou encore le travail du plastique, puis spatiales : les activités abandonnent la vallée des usines et le centre ancien pour la plaine ; abandon rendu possible par les énergies nouvelles (électricité par exemple) et devenu nécessaire par le manque de place et les difficultés d'accès à ces quartiers anciens. Une action énergique est donc conduite dans un premier temps en faveur de la cité médiévale afin d'inverser les tendances de destructuration et de déclin de la ville-haute en créant notamment le musée de la coutellerie dans la rue du même nom en 1982. La vallée, quant à elle reste à l'écart de cette action jusqu'au milieu des années 1980 où la municipalité de Thiers engage des réflexions pour redonner vie à un patrimoine industriel peu mis en valeur.

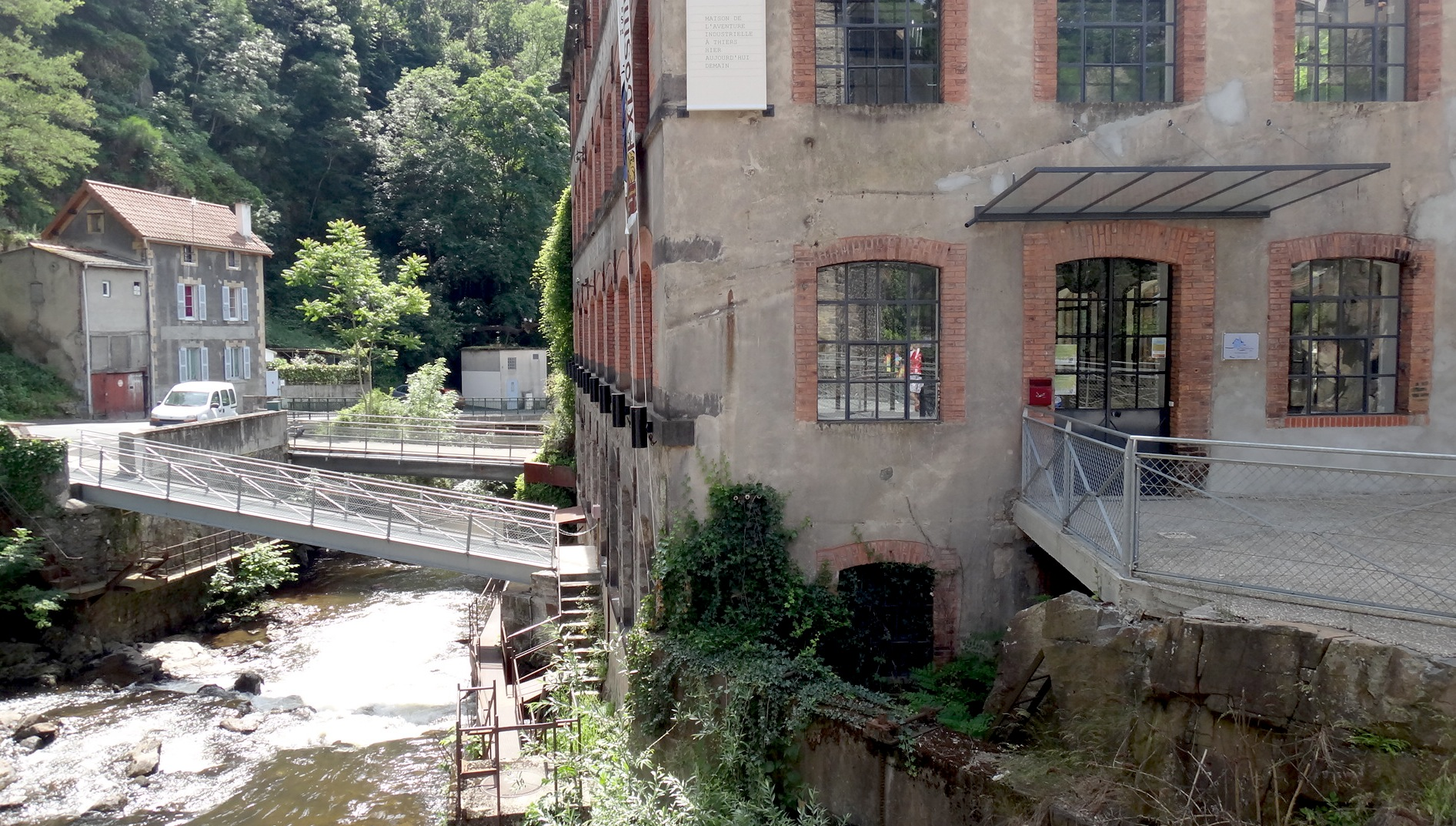
L'usine du May réhabilitée en 2009 vue depuis l'entrée principale des forges Mondière.

### Objectifs
Cette mise en valeur passe par un projet global portant à des projets de différents types,. Dans un premier temps, à un projet culturel. La vallée est partie prenante de l'action menée sur le centre ancien à l'époque. Il s'agit alors de favoriser la sauvegarde d'un patrimoine industriel important et de la transmission d'un savoir artisanal. Dans un second temps, à un projet économique portant à la rénovation des locaux existant voire d'attirer de nouveaux artisans et de créateurs industriels sur place et enfin un projet urbain : en effet, la vallée constitue une réserve foncière et immobilière majeure à proximité immédiate du centre-ville. Malgré le fait que ce lieu soit marginalisé encore au début des années 1980, la municipalité pense prioriser la réhabilitation de lieux significatifs marquant l'identité de cette vallée des usines tels que les usines du Creux de l'enfer, du May et des forges Mondière. Plus précisément, cette dernière est vue comme la localisation la plus séduisante, étant également le haut lieu de la vallée sur le plan de l'architecture et du paysage urbain où le rapport bâti à la rivière et au site naturel est le plus impressionnant et où le système d'exploitation de l'énergie hydraulique est le plus intéressant.

### Bilan mitigé
En 1985, afin de lancer symboliquement la mise en valeur de la vallée des usines, le symposium national de sculpture monumentale métallique présente une œuvre imposante de George Trakas (en) entre les forges Mondière et l'usine d'Entraygues. En 1988, l'usine du Creux de l'enfer est entièrement réhabilitée pour accueillir un centre d'art contemporain et au début des années 1990, la municipalité de Thiers réhabilite une usine dont elle est le propriétaire afin d'attirer de nouveaux emplois sur le site. Plus tard, en 1998 ouvre officiellement la vallée des Rouets mettant en valeur, plus en amont par rapport à la Durolle les rouets dans lesquels travaillaient les émouleurs,.

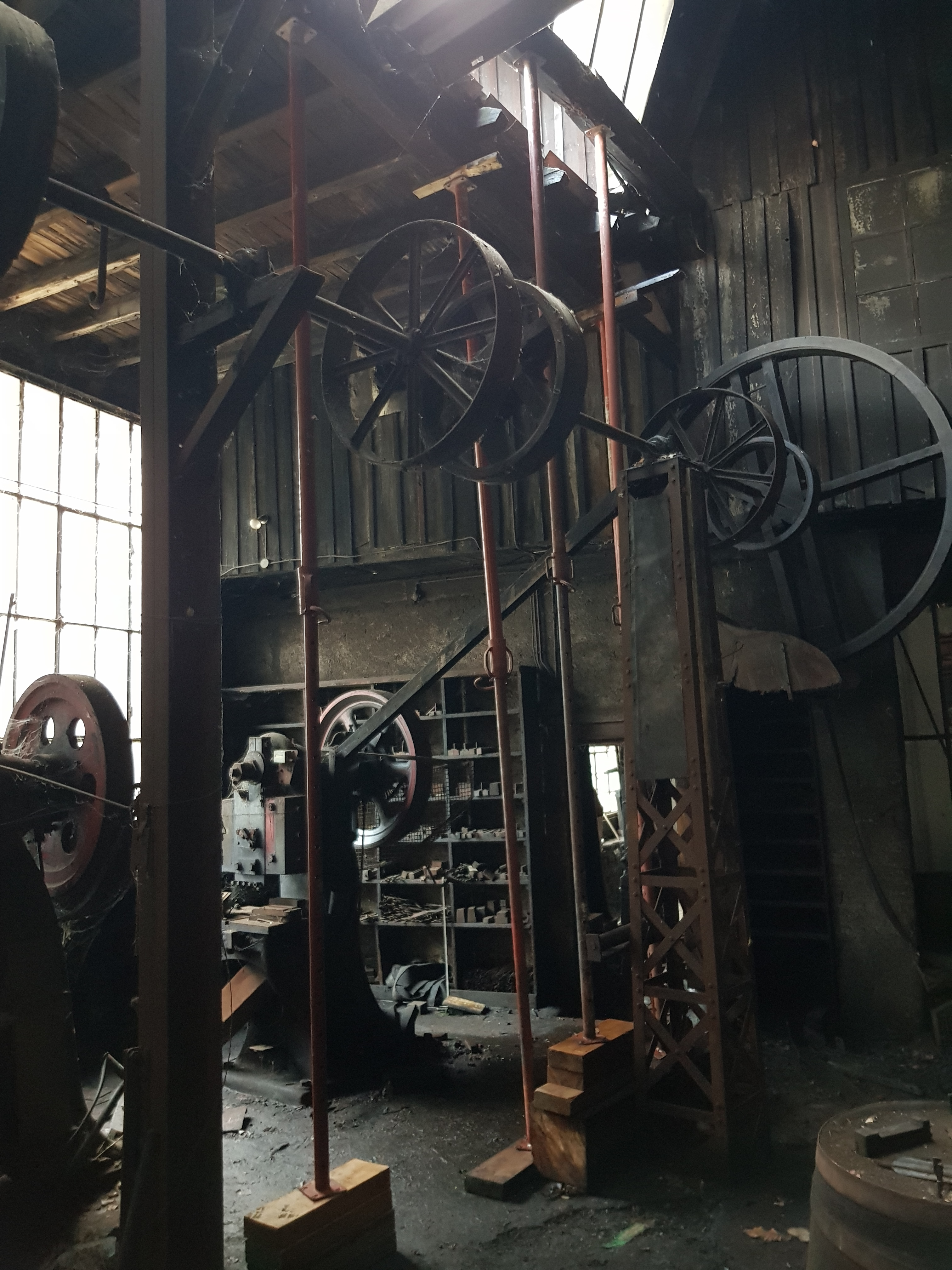
La toiture est désormais soutenue par des étais par endroits.

En 2009, si la municipalité présidée depuis 2001 par Thierry Déglon, à la suite de Maurice Adevah-Pœuf, fait réhabiliter l'usine du May, cette rénovation est sans compter l'abandon d'un projet global de la vallée apporté par l'ancienne municipalité entre les années 1980 et 2001. Aucune autre rénovation n'est apportée sur le site malgré de nouvelles réflexions sur la faisabilité technique d'une remise en état des forges Mondière ayant eu lieu en 2004,.

### Vers une nouvelle dynamique
La nouvelle municipalité élue en 2020, consciente du fait que la vallée des usines et les forges Mondière présentent un fort potentiel touristique, économique, urbain, culturel et d'image, propose un programme d'animation important pour ces lieux,. Un festival son et lumière ainsi que des réhabilitations prenant compte les bâtiments du Creux de l'enfer et des forges Mondière sont ainsi imaginés. La municipalité de Thiers fait savoir fin décembre 2020 qu'elle « recherche tous les financements possibles » afin de « sauver la structure des Forges Mondière » notamment avec la Fondation du patrimoine. En attendant des interventions futures, la municipalité fait sécuriser la structure du bâtiment des forges Mondière afin de sauver la bâtisse alors en situation de péril imminent en décembre 2020.

## Architecture

### Décoration extérieure
Le bâtiment principal est encastré dans la profonde vallée des Usines,. La roche, qui fait office de cloison, fait le tour de l'usine par l'arrière de cette dernière. L'accès à l'usine se fait par une passerelle en charpente métallique et un tablier en ciment. Les trois quarts de la surface des murs donnant sur l'extérieur sont vitrés avec de grandes baies rectangulaires. La toiture, en shed, avec plusieurs lanterneaux en bois, couvre une grande partie de l'usine. Une petite partie de la couverture est en appentis ou à un pan de toit.
Le bâtiment annexe qui accueillait les bureaux de la direction est situé de l'autre côté de la rivière. L'accès se fait directement par l'avenue Joseph-Claussat sans passer par une passerelle. Les murs de ce bâtiment sont construits en moellon de granite enduit. Le toit, constitué de longs pans, est percé de trois lucarnes à croupe débordante.

### Décoration intérieure

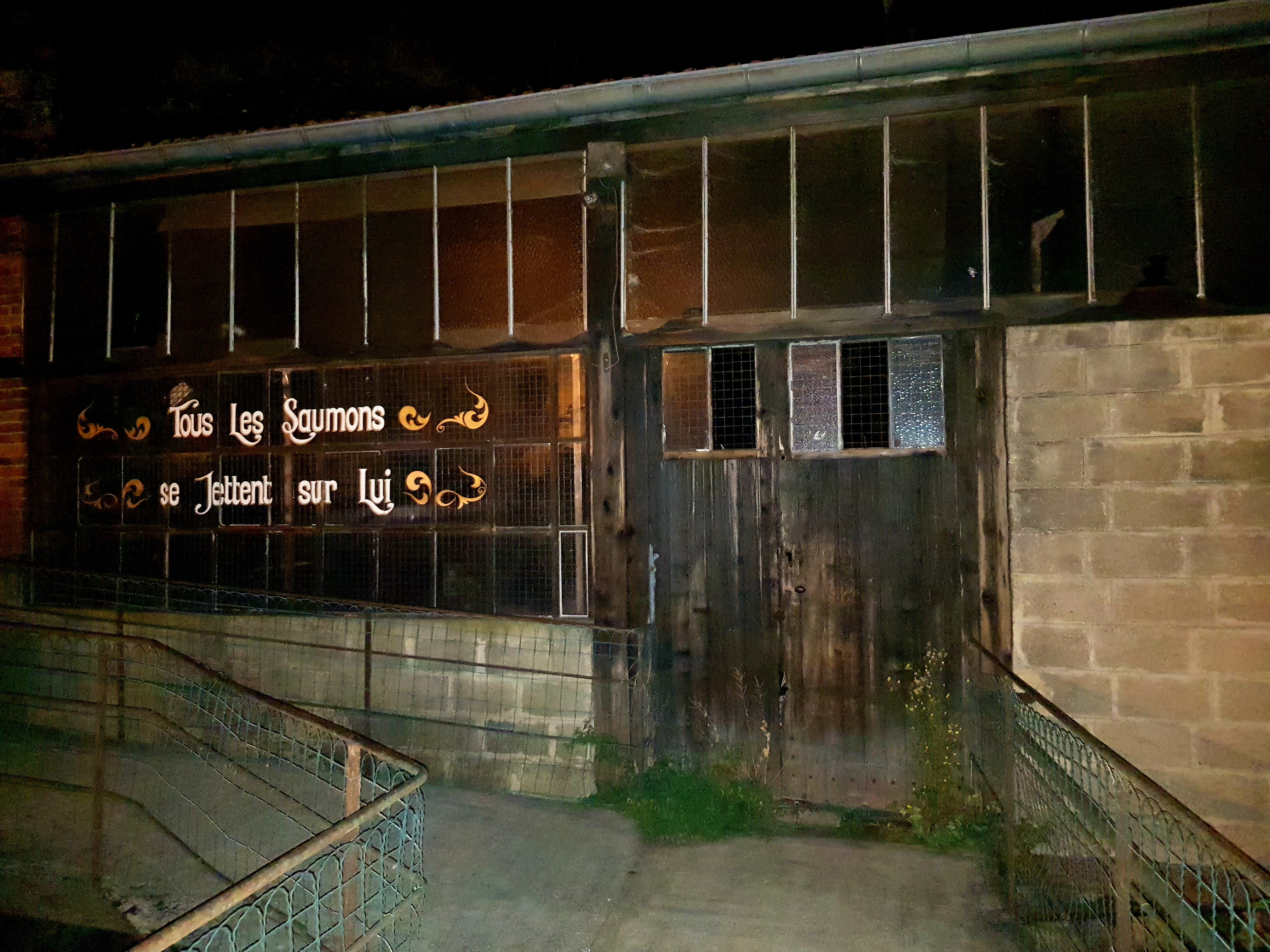
Entrée de l'usine avant le remplacement de la serrure.

Étant donné que la ville de Thiers achète le bâtiment lors de la fermeture de l'usine, aucune machine n'est enlevée ou déplacée. Les marteau-pilons à planche ou à ressort — aussi appelés martinets —, surmontés d'une multitude de poulies en bois entraînées par les eaux de la Durolle sont encore présents dans l'ancienne usine. Des postes de trempe, des machines à découper par poinçon, des machines à refouler, des machines à matricer, des machines à marteler ou encore une machine à recuire sont également présentes dans l'usine. Les plans de travail, souvent des établis en bois ou des tables en fer forgé, supportent le poids des lames de couteaux pas encore aiguisées, des manches en bois pas encore montés ou encore des barres d'acier pas encore travaillées,. Des étagères en bois collées contre des murs du XXe siècle faits de béton et de parpaings permettent de ranger les couteaux situés en phase terminale de production.
Le mur du fond de l'usine est construit directement sur le rocher, soutenu par des voûtes en berceau plein-cintre. Quatre ateliers de fabrication construits les uns après les autres sont recensés au total. La partie la plus ancienne du bâtiment, qui constitue l'emplacement de l'ancien rouet, est bâtie en moellon de granite. Dans le sous-sol, des vestiges d'un coursier rappellent qu'une roue à aubes verticale entraînée par la Durolle faisait autrefois fonctionner les machines. Les murs de l'atelier principal sont construits à pan de bois hourdés de moellons en granite, de parpaings en béton, de briques et de planches de bois,.
| Éléments répertoriés                   | Notice            | Éléments répertoriés                | Notice            |
| -------------------------------------- | ----------------- | ----------------------------------- | ----------------- |
| marteau-pilon à planche                | IVR83_20016300972 | machine à découper par poinçon (8)  | IVR83_20016300974 |
| marteau-pilon à planche (2)            | IVR83_20016300970 | marteau-pilon à planche (8)         | IVR83_20016300973 |
| marteau-pilon à ressort                | IVR83_20016300968 | marteau-pilon à planche (9)         | IVR83_20016300971 |
| marteau-pilon à planche (3)            | IVR83_20016300964 | marteau-pilon à ressort (3)         | IVR83_20016300969 |
| poste de trempe                        | IVR83_20016300960 | marteau-pilon à planche (10)        | IVR83_20016300967 |
| machine à découper par poinçon         | IVR83_20016300955 | marteau-pilon à planche (11)        | IVR83_20016300966 |
| machine à découper par poinçon (2)     | IVR83_20016300954 | marteau-pilon à planche (12)        | IVR83_20016300965 |
| présentoir                             | IVR83_19996303762 | poste de trempe                     | IVR83_20016300963 |
| marteau-pilon à planche (4)            | IVR83_19996303757 | poste de trempe (2)                 | IVR83_20016300962 |
| marteau-pilon à planche (5)            | IVR83_19996303753 | poste de trempe (3)                 | IVR83_20016300961 |
| marteau-pilon à ressort (2)            | IVR83_19996303752 | machine à découper par poinçon (9)  | IVR83_20006301090 |
| ensemble de 4 systèmes de transmission | IVR83_19996303751 | machine à découper par poinçon (10) | IVR83_20006301089 |
| marteau-pilon à planche (6)            | IVR83_19996303750 | marteau-pilon à planche (13)        | IVR83_20006301088 |
| machine à découper par poinçon (3)     | IVR83_19996303749 | machine à découper par poinçon (11) | IVR83_20006301087 |
| machine à découper par poinçon (4)     | IVR83_19996303748 | machine à découper par poinçon (12) | IVR83_20006301086 |
| machine à découper par poinçon (5)     | IVR83_19996303741 | four de recuit (2)                  | IVR83_20006301085 |
| machine à découper par poinçon (6)     | IVR83_19996303740 | poste de trempe (4)                 | IVR83_20006301084 |
| marteau-pilon à planche (7)            | IVR83_19996303747 | poste de trempe (5)                 | IVR83_20006301083 |
| four de recuit                         | IVR83_19996303737 | marteau-pilon à planche (14)        | IVR83_20006301082 |
| machine à découper par poinçon (7)     | IVR83_20016300975 | marteau-pilon à planche (15)        | IVR83_20006301081 |
| marteau-pilon à ressort (4)            | IVR83_20006301079 | marteau-pilon à ressort (4)         | IVR83_20006301079 |

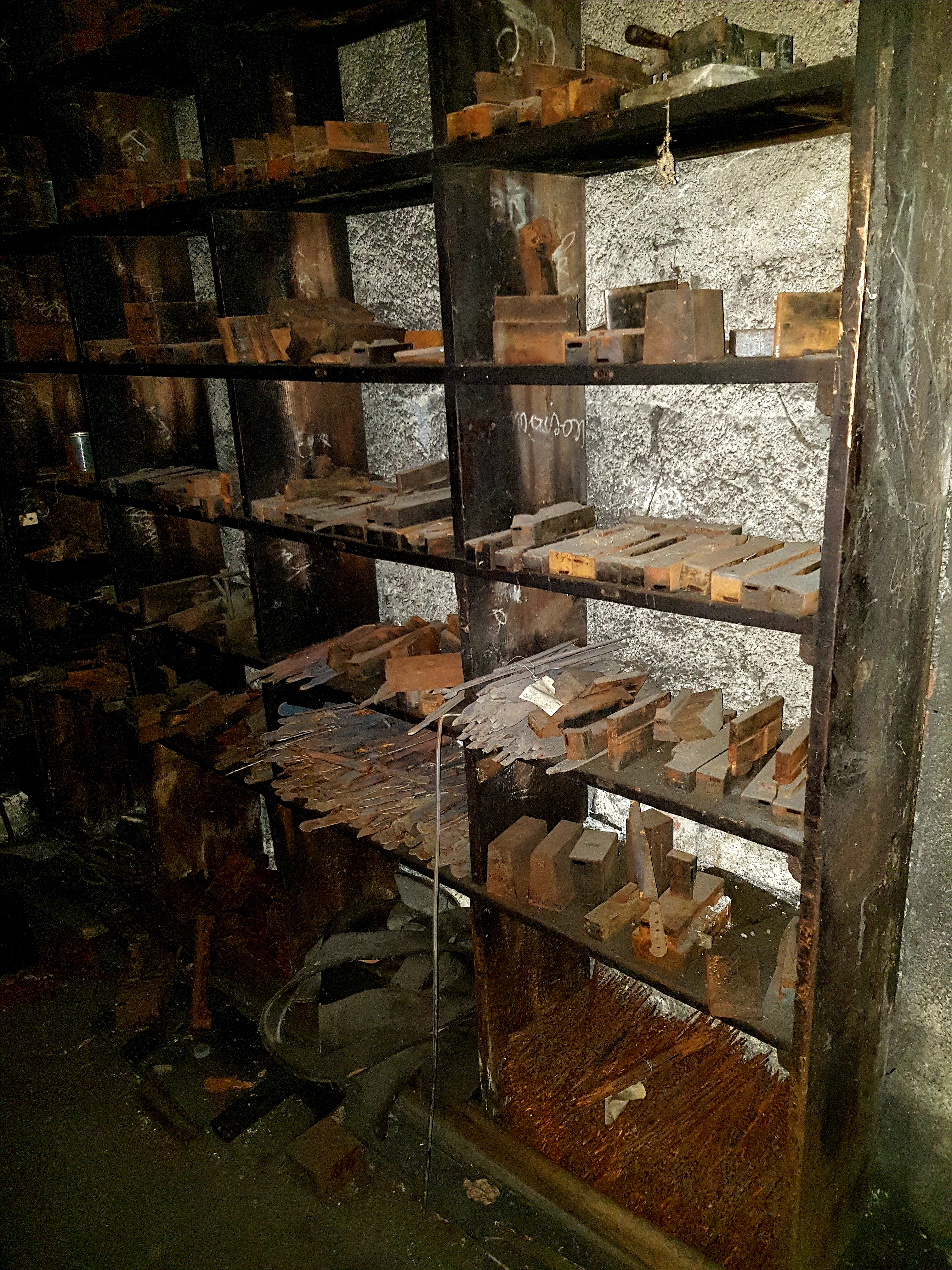
Une étagère avec des lames rouillées.
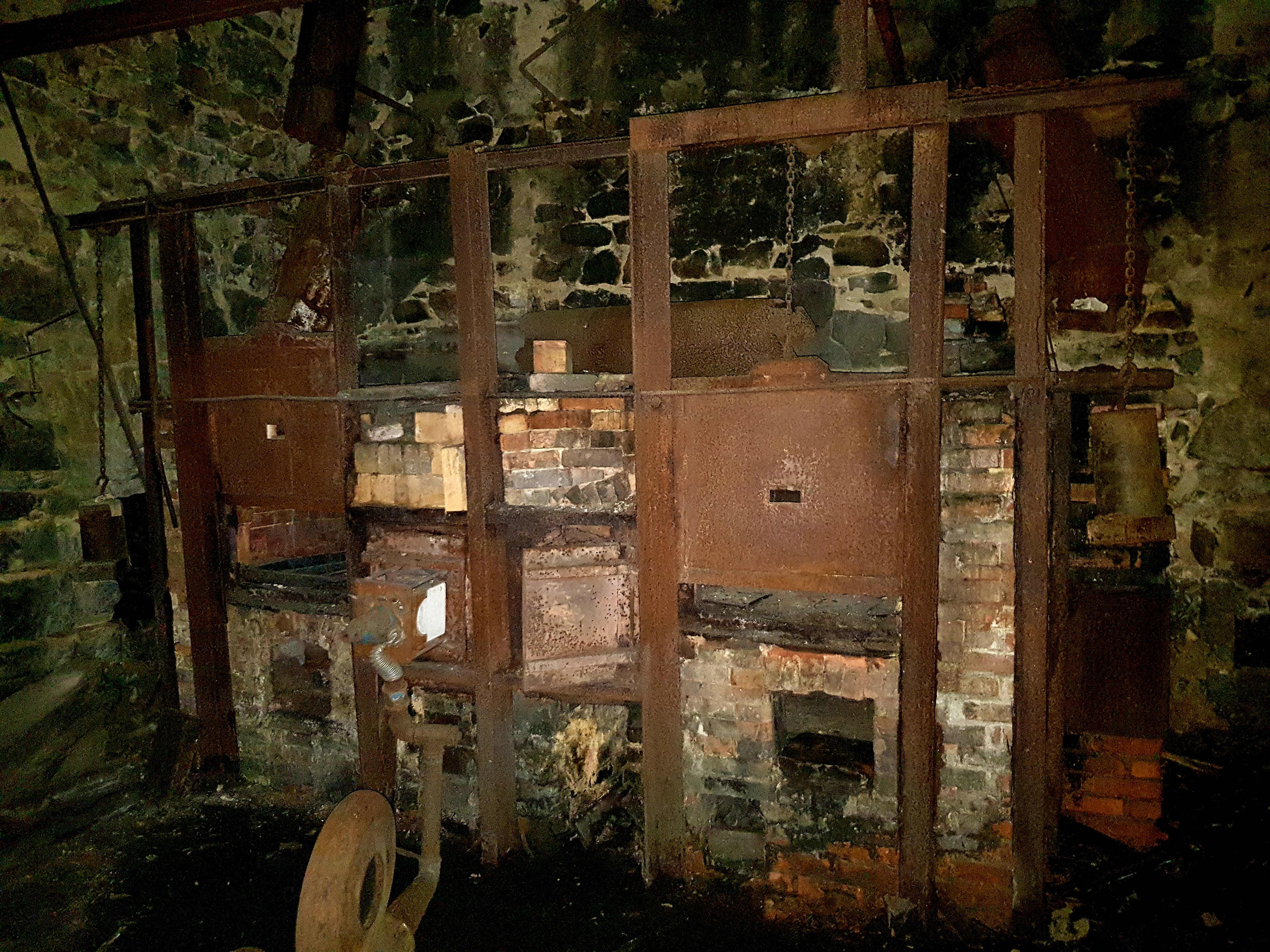
Un four de recuit.
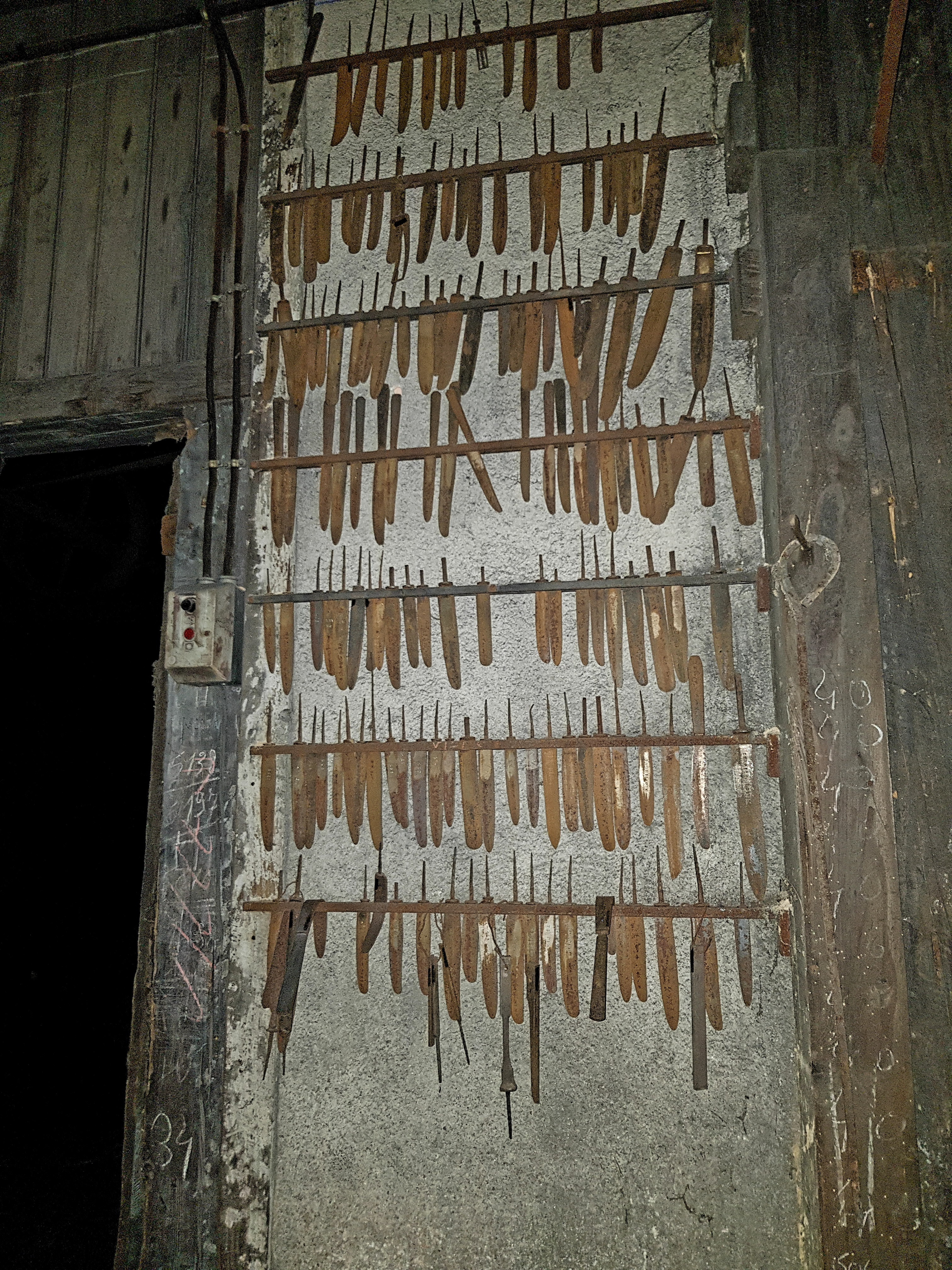
Un présentoir.
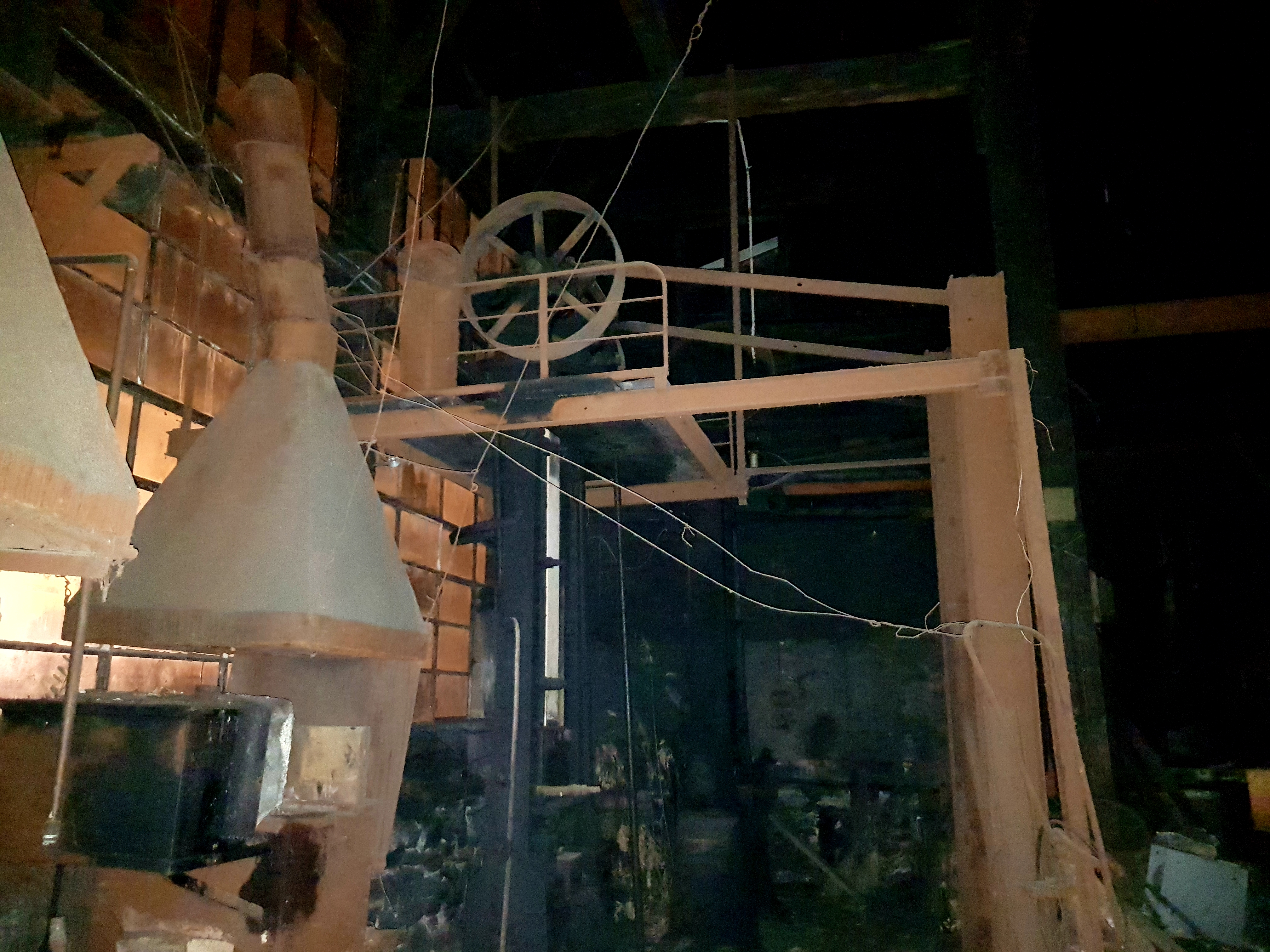
Un système de transmission.
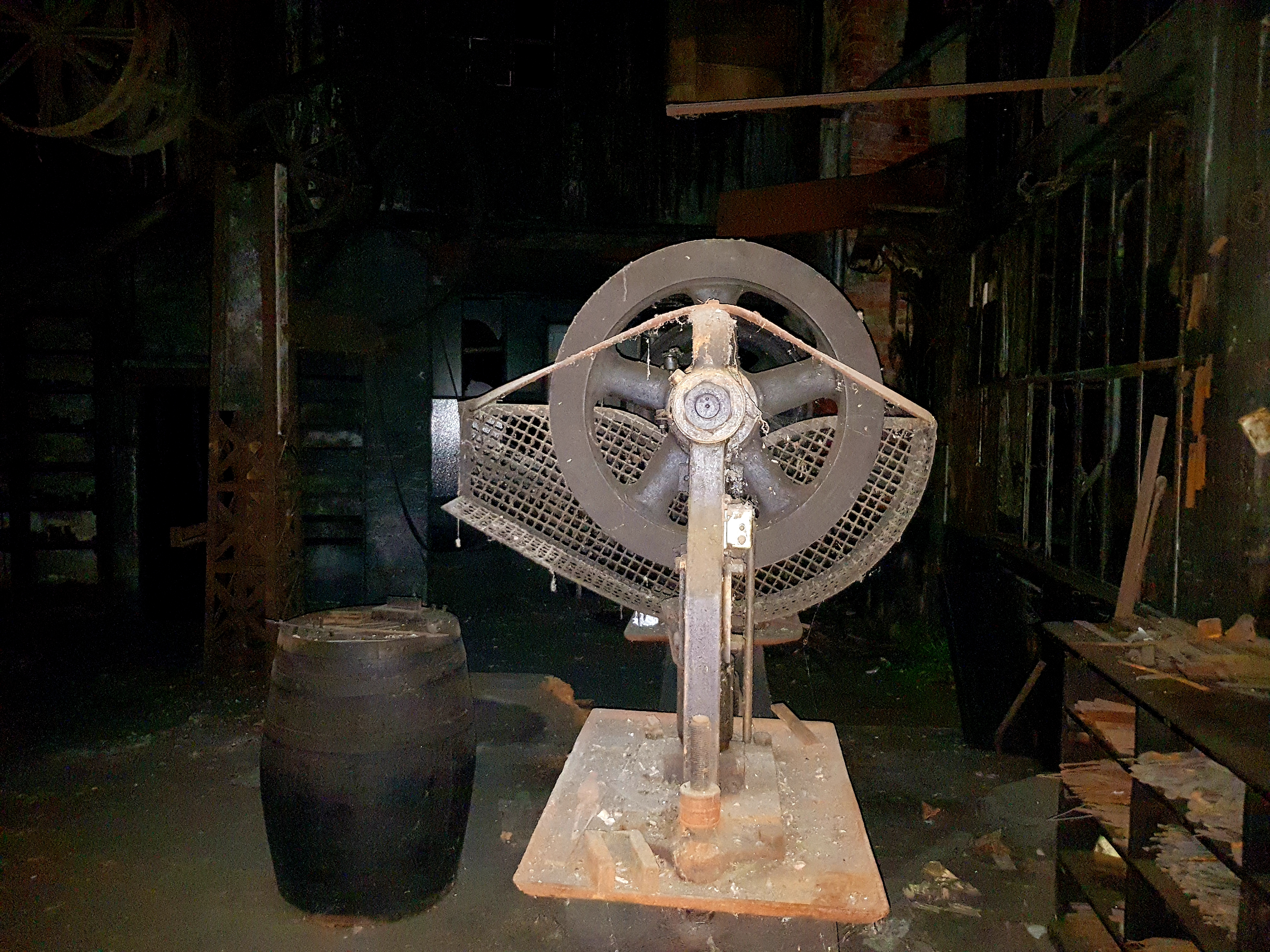
Une machine à découper par poinçon.

## Les forges Mondière dans les arts
En 2017, l'artiste peintre Mireille Fustier peint une partie de l'ancienne coutellerie et la cascade du creux de l'enfer. Inspirée par les paysages locaux, elle s'intéresse aux bâtiments de la vallée des Usines et plus particulièrement à l'usine du Creux de l'enfer accompagnée de l'usine du May et des forges Mondière. Dans le roman La Ville noire écrit par George Sand en 1860, un passage de l'histoire a lieu dans l'usine du May, usine collée à celle des forges Mondière.
En 2019, le groupe de pop L'Impératrice tourne le clip de la chanson Là-haut en partie devant le Creux de l'enfer et l'usine du May. En 2015, l'association WEBTV Livradois Forez fait un reportage sur l'usine, présente son histoire et tourne des vidéos à l'intérieur du bâtiment en collaboration avec la ville de Thiers.

### Articles liés
- Thiers
- Vallée des Usines
- Creux de l'enfer
- Vallée des Rouets